# Beryl Hill
Der Beryl Hill (englisch für Beryllhügel) ist ein rund 30 m hoher Hügel an der ostantarktischen Georg-V.-Küste. Er ragt am nördlichen Ende eines breiten Rückens östlich des Alga Lake und rund 530 m ostsüdöstlich der größten der Mawson’s Huts auf.
Der australische Polarforscher Douglas Mawson benannte ihn im Zuge der Australasiatischen Antarktisexpedition (1911–1914). Die offizielle Anerkennung dieser Benennung erfolgte erst am 7. März 1991 durch das Antarctic Names Committee of Australia.